# Mimorsidis yaeyamensis
Mimorsidis yaeyamensis är en skalbaggsart som beskrevs av Gordon Allan Samuelson 1965. Mimorsidis yaeyamensis ingår i släktet Mimorsidis och familjen långhorningar. Inga underarter finns listade i Catalogue of Life.